# Melilli
Pour les articles homonymes, voir Melilli (homonymie).
Melilli est une commune italienne de la province de Syracuse, dans la région Sicile.

## Économie
La commune appartient au Pôle pétrochimique de Syracuse, qui s’étend également à Augusta et Priolo Gargallo.
En 1971, une usine d'asphalte et de bitume, exploitée par Isab, est implantée à Marina di Melilli. Les conditions des soutiens politiques amènent à la mise en cause de plusieurs responsables régionaux, dont le président Santi Nicita qui doit démissionner.

## Administration
| Période                                  | Période  | Identité          | Étiquette     | Qualité |
| ---------------------------------------- | -------- | ----------------- | ------------- | ------- |
| 15 mai 2007                              | En cours | Giuseppe Sorbello | Centro-Destra |         |
| Les données manquantes sont à compléter. |          |                   |               |         |

### Hameaux
Villasmundo, Città Giardino, Marina di Melilli.

### Communes limitrophes
Augusta, Carlentini, Priolo Gargallo, Syracuse, Sortino.